# 제3회 부천국제애니메이션페스티벌
제3회 부천국제애니메이션페스티벌은 2001년 11월 10일에 열린 시상식이다.

## 수상 및 후보

### 본상- GRAND Prize
- 신기한 경험 - 리 호지킨슨 수상

### 본상- RECOMMENDATION Prize
- 발견 - Kevin LANGDALE 수상

### 본상- TREND Prize
- 너나 잘해! - 신영재 수상

### 본상- NOTICE Prize
- 암흑 - Gareth LOVE 수상

### 본상- VISION Prize
- 귀 발을 만나다 - Dean KOONJUL 수상

### 본상- MEMORIAL Prize
- Jun MENG - Jun MENG 수상

### 특별상- ASIFA 코리아 상
- 마우스 위드아웃 테일 - 박원철 수상

### 특별상- 선우 Prize 대상
- 신기한 경험 - 리 호지킨슨 수상

### 특별상- 선우 Prize 우수상
- 마우스 위드아웃 테일 - 박원철 수상

### 특별상- 유광선 상
- 달동네 토끼 살해사건 - 이광옥 외 2명 수상

### 특별상- 노튼힐 상
- 암흑 - Gareth LOVE 수상
- 마우스 위드아웃 테일 - 박원철 수상

### 특별상- 한국툼붐 상
- 초대 - 김승인 외6명 수상